# NGC 6840
NGC 6840 est un vieil amas ouvert situé dans la constellation de l'Aigle. Il a été découvert par l'astronome germano-britannique William Herschel en 1784.
NGC 6840 est à environ 1 970 pc (∼6 430 al) du système solaire et les dernières estimations donnent un âge de 1,3 milliard d'années. La taille apparente de l'amas est de 6 minutes d'arc, ce qui, compte tenu de la distance et grâce à un calcul simple, équivaut à une taille réelle de 11 al.
Wolfgang Steinicke et le professeur Seligman considèrent NGC 6840 comme un groupe d'étoiles et non un amas ouvert. Pour les bases de données NASA/IPAC, Simbad et HyperLeda, NGC 6840 est un amas ouvert, tandis qu'il n'y a aucune donnée sur le site WEBDA qui est consacré aux amas ouverts.

## Étoiles
Simbad montre un bouton nommé Children. En cliquant sur ce bouton, on atteint une section de cette base de données qui renferme un tableau contenant 418 entrées pour NGC 6840. Cependant, des étoiles (les Children) peuvent apparaître plusieurs fois dans la deuxième colonne du tableau, d'où le nombre de lien bibliographique qui est supérieure au nombre d'étoiles. La quatrième colonne de ce tableau indique la probabilité que l'étoile appartienne à l'amas. En cliquant sur le titre de cette colonne, on peut classer la probabilité par ordre croissant ou décroissant. En cliquant sur la désignation de l'étoile, on atteint la page de Simbad qui résume ses propriétés.
Selon cette secton de Simbad, NGC 6840 ne renferme que deux étoiles dont la probabilité d'appartenit à l'amas est supérieure à 90%.